# Cattedrale di Coira
La cattedrale di Santa Maria Assunta o cattedrale di Coira (in tedesco Kathedrale St. Mariä Himmelfahrt) è la chiesa cattolica maggiore di Coira e cattedrale della diocesi di Coira.